# Suplacu de Barcău
Suplacu de Barcău là một xã thuộc hạt Bihor, România. Dân số thời điểm năm 2002 là 4604 người.